# Khrystyna Soloviy
Khrystyna Ivanivna Soloviy (em ucraniano:  Христина Іванівна Соловій; nascida a 17 de janeiro de 1993 em Drohobych, Oblast de Leópolis, Ucrânia) é uma cantora folclórica ucraniano-lemko.

## Biografia
Ela mudou-se com a sua família para Leópolis e por três anos cantou canções folclóricas de Lemko no coro "Lemkovyna". Khrystyna é um quarto de Lemko por origem. Ela formou-se na faculdade de filologia da Universidade Nacional Ivan Franko de Leópolis.

### 2013: Holos Krayiny
Em 2013 Khrystyna participou da versão ucraniana do The Voice – Holos Krayiny. Ela entra para a equipa de Svyatoslav Vakarchuk e chega às semifinais da competição. Enquanto participava, ela cantou principalmente canções folclóricas ucranianas.

### 2015:Zhyva voda
Em 2015, Soloviy lançou o seu álbum de estreia "Zhyva voda" (em ucraniano: Жива вода; em português: Água viva), que incluía 12 músicas (dez canções folclóricas de origem ucraniana e lemko e duas escritas por ela mesma).